# Declarația de la Philadelphia
Declarația de la Philadelphia, promulgată la 10 mai 1944, reprezintă actuala cartă a Organizației Internaționale a Muncii (OIM). Conține patru principii fundamentale privind demnitatea umană: 
1. Munca nu este marfă.
2. Libertatea de exprimare și de asociere este esențială.
3. Sărăcia reprezintă un pericol pentru prosperitate oriunde ar fi.
4. Războiul împotriva privațiunilor trebuie purtat cu o vigoare implacabilă.